# Joan Ridao i Martín
Joan Ridao i Martín   (Rubí, 27 de juliol de 1967) és un jurista, acadèmic i polític català. Fou secretari general d'Esquerra Republicana de Catalunya i diputat i portaveu per aquesta formació en el Congrés dels Diputats i en el Parlament de Catalunya. Exerceix de professor agregat de dret constitucional a la Universitat de Barcelona i com a lletrat del Parlament de Catalunya (en excedència). És director de l'Institut d'Estudis de l'Autogovern de la Generalitat de Catalunya des de 2021, i membre de la Comissió Jurídica Assessora. A més, ha estat un dels redactors de l'Estatut d'Autonomia de Catalunya de 2006 i de la Llei d'Amnistia durant el procés independentista català.
Procedent d'una família d'immigrants, el seu pare era de Mojácar (Almeria) i la seva mare de Medina del Campo (Valladolid).

## Recorregut polític
Amb inquietuds polítiques i comunitàries, amb 20 anys es va afiliar a Esquerra Republicana de Catalunya el 1987, de la mà de Joan Manuel Tresserras i Enric Marí. Des de 1990 forma part de l'Executiva Nacional i de l'Executiva Permanent Nacional, i ha estat secretari general adjunt de Relacions Polítiques i Formació, portaveu de l'Executiva Nacional i president del Consell Nacional. En 2008, en el 25è Congrés Nacional del partit, va ser elegit Secretari General d'Esquerra. Ha estat regidor de Rubí en dos períodes (1991 i 1995) i va ser conseller comarcal del Vallès Occidental entre 1991 i 1993.
Va formar part dels sistemes parlamentaris català i espanyol durant gairebé dues dècades i esdevingué un dels homes més forts d'Esquerra Republicana de Catalunya d'ençà dels anys 2000. Va ser diputat al Parlament de Catalunya durant tretze anys (1995-2008) i també amb un pas més breu al Congrés dels Diputats espanyol, on hi exercí el càrrec de portaveu del partit (2008-11). En aquella etapa, destacà com un dels dirigents del nucli dur del president Pasqual Maragall en el tripartit pel que fa a l'autofinançament català, l'assignació de més competències cap a la Generalitat de Catalunya, la definició de Catalunya com a nació a l'Estatut d'Autonomia i la titularitat catalana d'infraestructures clau com el port de Barcelona o l'aeroport del Prat. Per altra banda, en aquell moment, ERC començà a rebre crítiques sobre la pèrdua de perfil sobiranista, fet pel qual Ridao i Martín fou l'encarregat de presentar un text d'anàlisi conjuntural sobre hipòtesis de futur postautonomista i de major caràcter independentista. Tanmateix, aquell document no fou considerat útil per a establir un nou rumb polític a ERC del seu marc pactista i federalista amb el PSC ni per evitar l'allunyament dels sectors crítics i de l'anàlisi política.
Malgrat el seu pes polític històric, el seu final d'etapa parlamentària i de representant del partit estigué marcada per les disputes entre les diferents faccions del partit; l'entorn d'Oriol Junqueras, Marta Rovira i Alfred Bosch s'imposà, a partir de la dècada del 2010, en la cúpula del partit per damunt de la facció ideològica que encapçalaven Joan Puigcercós i ell. Més tard, exercí funcions com a Lletrat Major del Parlament de Catalunya (2016-21) i com a membre del Consell de Garanties Estatutàries (2013-16).

## Trajectòria acadèmica
Després de llicenciar-se en Dret, va treballar en diversos bufets com a advocat fins que en va fundar un de propi. Més endavant, es doctorà en Ciència Política i de l'Administració per la Universitat de Barcelona, obtingué un màster en Dret per la Universitat Autònoma de Barcelona i es diplomà en Justícia Constitucional i Tutela Jurisdiccional de Drets Fonamentals per la Universitat de Pisa.
Especialitzat en dret constitucional i administració pública, ha publicat sobre l'organització territorial de l'Estat, dret públic català, dret parlamentari, participació política, transparència i corrupció pública, coalicions polítiques i governabilitat. És autor de diverses publicacions científiques i de divulgació: compta amb 89 articles publicats en revistes acadèmiques, 45 col·laboracions en obres col·lectives, 25 llibres i una tesi dirigida, a més de la coordinació editorial de l'obra col·lectiva "Col·laboració i conflicte entre l’Estat i els comunitats autònomes en temps de pandèmia". Part de la seva tasca es va desenvolupar des de la Fundació Josep Irla, de la qual va ser president entre 2007 i 2011. El 2021, esdevingué professor agregat de Dret Constitucional en la Universitat de Barcelona i professor ad honorem de la Universitat Rovira i Virgili.
Des de 2021, és director de l'Institut d'Estudis d'Autogovern, que té l'objectiu d'assessorar i proveir les bases jurídiques a diverses qüestions de l'autogovern català. La seva posició dins l'Institut d' Estudis d' Autogovern està assimilada al de Secretari General, com ja havia passat amb els seus predecessors al capdavant de l'IEA. En aquest càrrec, ha estat objecte de crítiques pel que fa a les portes giratòries i les elevades retribucions econòmiques. Ridao és un dels autors, juntament amb altres juristes, com Joan J. Queralt, de redactar la llei d'amnistia que va ser presentada per ERC en el Congrés i rebutjada en 2021. Poc després, la proposta va ser represa per Sumar, que s'hi va inspirar. Posteriorment, ha participat com a assessor jurídic a la proposició de llei d' amnistia, pactada entre el PSOE i les forces independentistes, registrada al Congrés de Diputats.

## Publicacions més destacades
- Curs de dret públic de Catalunya. Quarta edició totalment revisada i ampliada. Editorial Marcial Pons, 2024.
- Los lobbies. Presente y futuro de la regulación de los grupos de interés en España y Europa. Joan Ridao y Irene Araguàs Galcerà. Editorial Marcial Pons, 2024.
- Una història del català a l'escola. Del Decret de Nova Planta al 25% de castellà. Editorial Pòrtic, 2023.
- Constitucionalismos. Una inmersión Rápida. Tibidabo Ediciones, 2022.
- Derecho de crisis y estado autonómico. Del estado de  alarma a la cogobernanza en la gestión de la COVID-19, Marcial Pons, 2021.
- Lleis Polítiques de Catalunya,  Marcial Pons, 2020.
- La libertad de expresión y sus conflictos en el  espacio público: manifestaciones, escraches y símbolos políticos, Thomson  Reuters-Aranzadi, 2019.
- Los grupos  de presión. Análisis de la regulación del lobby en la UE y en España, Tirant lo Blanch, 2017.
- Comunicación política y gobierno de coalición. Editorial UOC, 2016.
- El derecho a decidir: Una salida para Cataluña y  España, RBA libros, 2014.
- El dret a decidir: la consulta sobre el futur polític de Catalunya, Institut Estudis Autogovern, 2014.
- Contra la corrupció: una reflexió sobre el conflicte entre l'ètica i el poder, Angle editorial, 2013.
- COLABORACION PUBLICO-PRIVADA EN LA PROVISION DE  INFRAESTRUCTURAS, LA. Revisión crítica y recomendaciones de mejora del marco  regulador. (Contratación, fiscalidad, contabilidad pública) Atelier, 2012.
- Podem ser independents? els nous estats del segle XXI, RBA libros, 2012.
- Catalunya i Espanya, l'encaix impossible, Proa -  Grup 62, 2011.
- Baixant la persiana: crònica d'un final de règim,  Tres Tigres, 2010.
- El pla B, Proa - Grup 62, 2007.
- Així es va fer l'estatut: de l'Estatut del Parlament  a l'Estatut de la Moncloa, Mediterrània, 2006.
- Les coalicions polítiques a Catalunya 1980-2006: el cas del govern catalanista i d'esquerres, Atelier, 2006.
- Les contradiccions del catalanisme, Esfera dels llibres, 2005.
- De l'autonomia a la sobirania: Estratègies d'impuls de l'autogovern, Mediterrània, 2003.

## Premis i reconeixements
- Medalla de Plata de Protecció Civil de la Generalitat de Catalunya.[27]
- Premi al Diputat revelació (2008), Associació de Periodistes Parlamentaris.[28][29]
- Finalista en dues ocasions del premi al Diputat millor orador del Congrés dels Diputats (2009 i 2010), Associació de Periodistes Parlamentaris.[30]
- Finalista del Premi d'Assaig Joan Fuster 2004, amb l'obra Les contradiccions del catalanisme.[31]